# História de Buenos Aires
Devido à grande centralização que existe na Argentina, muitos fatos relativos à história de Buenos Aires coincidem com a história do país.

## Desde sua fundação até 1810

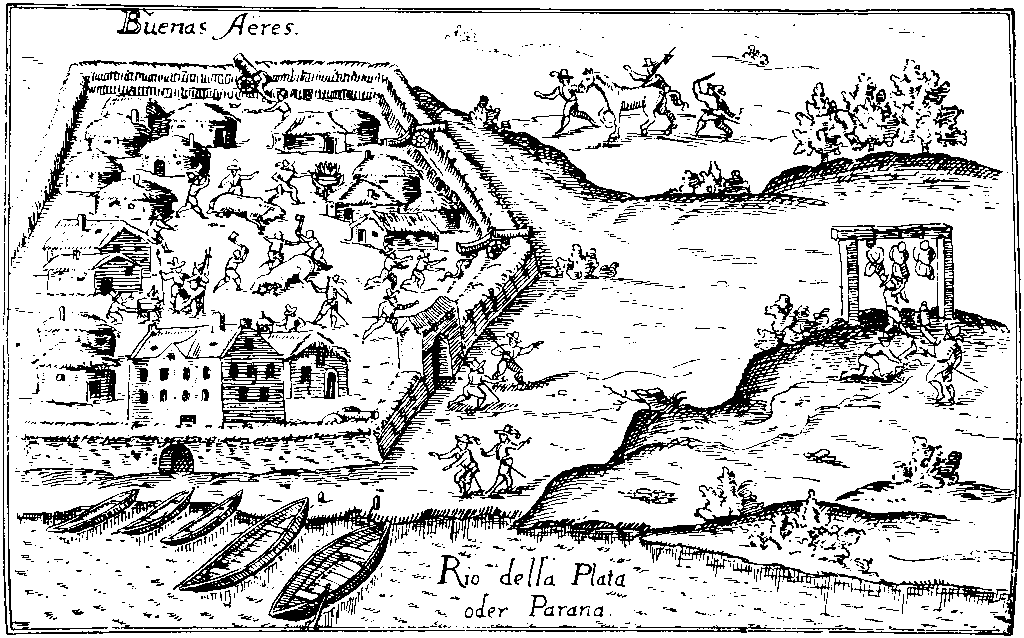
Desenho da planta de Buenos Aires, pouco depois de sua primeira fundação.

Em 3 de fevereiro de 1536, o espanhol Pedro de Mendoza, estabeleceu o assentamento ao que deu o nome de Nuestra Señora del Buen Ayre em uma região habitada por aborígenes pampas conhecidos como querandis. Depois de os querandis passaram por fome e conflitos, o local foi finalmente conquistado por eles em 1541.
Em 11 de junho de 1580 Juan de Garay (re)fundou a Ciudad de la Santísima Trinidad y Puerto de Santa María del Buen Ayre, com 76 colonos e 200 famílias guaranis, em um local próximo onde hoje fica Mendoza. O motivo desta fundação foi explicado pelas palavras de Juan de Matienzo, juiz da Real Audiência de Charcas, que em 1566 mencionou a necessidade de "abrir uma porta para a terra", ou seja, dar uma saída ao Atlântico para todo o território que existia desde Potosí até o sul do país. Nesta ocasião, os nativos querandis, comandados por Tububá, foram dizimados até o extermínio de sua cultura.
Originariamente era a capital de um governo que dependia do Vice-reino do Peru. Durante cerca de dois séculos os portenhos sofreram todo tipo de necessidades: o povoado mais austral da América estava afastado de todo o centro comercial importante, não existiam elementos necessários para manter o estilo de vida europeu e não se podia fabricá-los na cidade. Isso porque a Espanha privilegiava os portos sobre o Pacífico e, portanto, marginalizava Buenos Aires, que apenas recebia dois navios de registro por ano; houve anos em que nenhum chegou. Isto levou os habitantes (cerca de 500 em 1610) a burlar a lei e viver do contrabando, que vinha fundamentalmente do Brasil. Este contrabando era pago com a única fonte de riqueza que existia, até princípios do século XVII, que era a venda do couro obtido com a matança de rebanhos (vaquerías) de bovinos sem dono que vagavam pelos campos. O resto, carne, sebo, etc, vinha do que era jogado fora.
Em 1680 os portugueses, separados há pouco da Espanha, chegaram com uma expedição a Colônia do Sacramento, na costa oposta do Rio da Prata, pretendendo estabelecer-se nesse território, até então daquele país. O governador de Buenos Aires, José de Garro, depois de enviar-lhes um ultimato para que se retirassem, rechaçado pelos portugueses, reuniu os habitantes (três mil homens vindos das cidades mais próximas) e com seu apoio organizou um ataque, cujo comando foi atribuído aos guaranis. O resultado foi uma contundente vitória, que permitiu a Buenos Aires adquirir um maior prestígio.
A indústria do couro foi progredindo, e em meados do século XVIII existia uma indústria local importante. Por outra parte, dado que em Buenos Aires apenas se podia progredir pelo que a pessoa era e tinha, o valor social não era adquirido por sobrenomes ou a proximidade com a aristocracia, senão pelo êxito que a pessoa conseguia com mérito próprio. Isto a diferenciava do modo de ser de outras cidades vizinhas.
Em 1776 foi nomeada capital do Vice-reino do Rio da Prata. As causas principais desta decisão foram: a necessidade de frear o avance estrangeiro na zona e tentar terminar com o contrabando, já que era muito comum por ser um lugar onde se tinha mais fácil acesso a Espanha desde o Atlântico. Começa assim um período de grande prosperidade, pois a cidade foi beneficiada por la Coroa espanhola com um tipo de comércio mais aberto, flexível e liberal, dado pelo Regulamento de Livre Comércio. Se podia introduzir mercadorias de qualquer região, e conectar-se com outros portos, sem pedir permissão para as autoridades reais. Desta maneira, se consegue a independência política e comercial de Lima. A cidade viveu um exponencial progresso entre 1780 e 1800, recebendo além de uma forte imigração, fundamentalmente de espanhóis, e em menor medida de franceses e italianos; e se povoou fundamentalmente de comerciantes e alguns donos de terras estancieiros. Tinha, em comparação com as demais cidades vizinhas, poucos preconceitos aristocráticos, ou de riqueza.

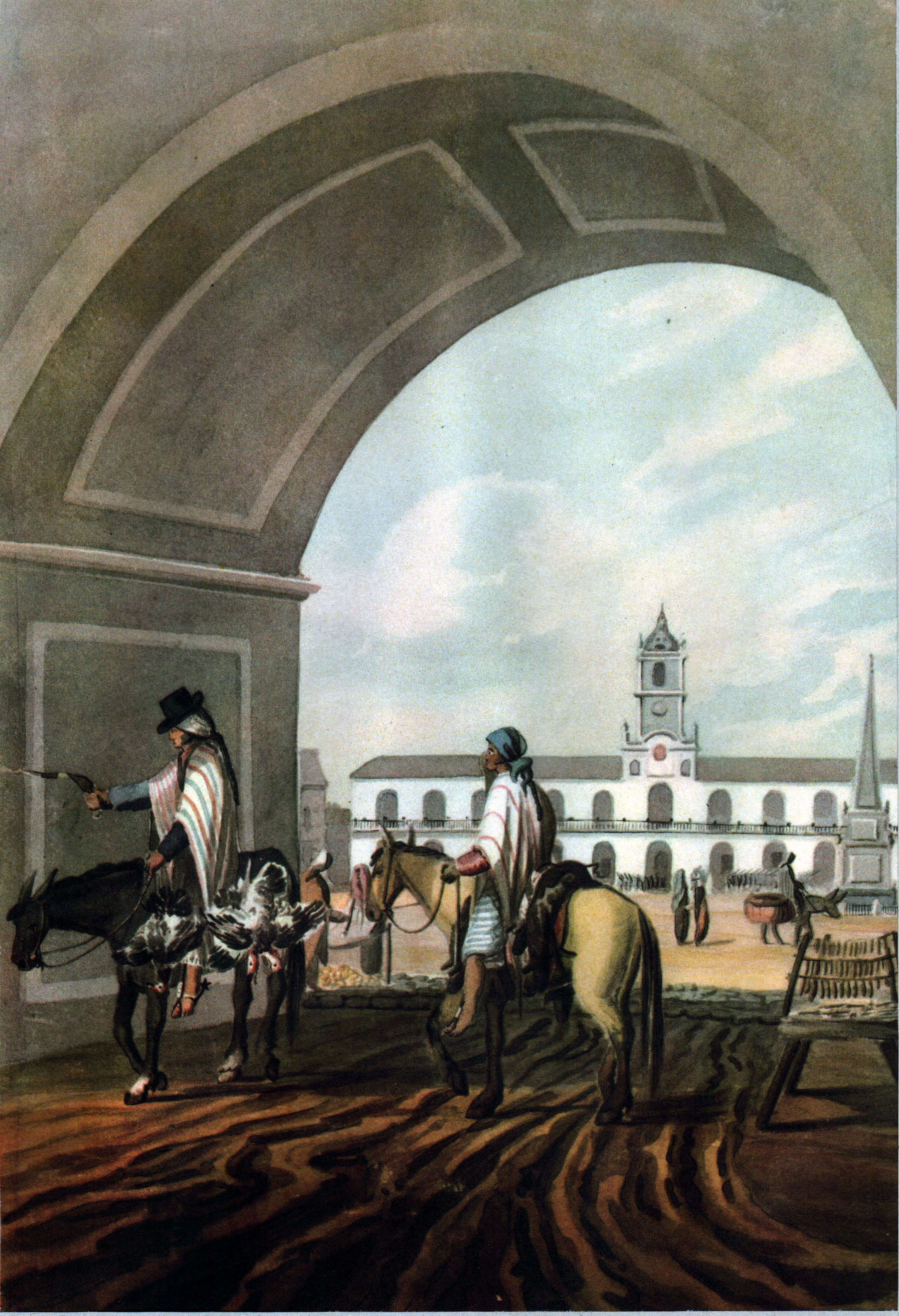
Vista do Cabildo em 1817.

Desde sua criação até 1807 a cidade sofreu várias invasões, em 1582, um corsário inglês tentou um desembarque na ilha Martín García, mas foi rechaçado. Em 1587 o inglês Thomas Cavendish tentou apoderar-se da cidade, sem consegui-lo. Em 1658 se produz a terceira tentativa, ordenado por Luis XIV, rei de França, mas o Mestre de campo, Don Pedro de Baigorri Ruiz, na ocasião governador de Buenos Aires, conseguiu defender com êxito o porto. A quarta tentativa esteve a cargo do aventureiro Mr. de Pintis, mas o governo local o rechaçou. Em 1699 se produz a quinta invasão a cargo de um bando de piratas dinamarqueses, que foi rapidamente rechaçada. Durante o governo de Bruno Mauricio de Zabala, o francês Étienne Moreau desembarcou na costa oriental do Rio da Prata, onde as tropas espanholas o rechaçaram e mataram.
Em 1806 começou o que se conhece com o nome de invasões inglesas, cuja origem deve buscar-se nas guerras napoleônicas: desde os inícios da Conquista da América, Inglaterra se havia interessado nas riquezas da região e Espanha estava em um princípio aliada à França, e portanto era sua inimiga. Em 27 de junho o major general inglês William Carr Beresford se apoderou de Buenos Aires, quase sem resistência, pois não existia um exército forte e organizado na cidade. Tomou o governo, mas foi derrotado el 12 de agosto de 1806 por um exército proveniente de Montevidéu comandado pelo francês Santiago de Liniers.
Em 1807 uma segunda expedição  inglesa ao mando de John Whitelocke tomou a praça forte de Montevidéu e permaneceu neste enclave por vários meses. Em 5 de julho de 1807, Whitelocke tentou ocupar Buenos Aires, mas seus habitantes e as milícias urbanas, agora organizadas — e uma vez mas com ajuda de Liniers — derrotaram os ingleses.
A resistência do povo e sua participação ativa na defesa e a reconquista aumentaram o poder e a popularidade dos líderes locais, ao tempo que incrementavam a influência e o fervor dos grupos independentistas. Buenos Aires ganhou em poder militar (formado principalmente por  pessoal local - os 'criollos') e prestígio moral. Paralelamente, ficou em evidência a insuficiência de apoio por parte da metrópole no que diz respeito a enviar tropas que pudessem defender a suas colônias, agora desejadas com avidez por outras potências emergentes. Tudo isto, e a chegada de ideias liberais e fundamentalmente a ocupação de Espanha pelo exército napoleônico, permitiu a criação de movimentos emancipadores, que desataram em 1810 a Revolução de Maio e a criação do primeiro governo pátrio.
Como consequência disto ocorreu a deposição do poder dos espanhóis por parte dos líderes locais. A cidade, de cerca de 40 000 habitantes, se transformou em um importante porto consumidor de produtos manufaturados que provinham principalmente da Grã-Bretanha e se produziu o desmembramento do Vice-reino do Rio da Prata. Buenos Aires se constituiu em um primeiro momento em centro hegemônico, mas teve de se impor contra as oligarquias provinciais, que tinham seus próprios projetos econômicos.

## Até fins do século XIX

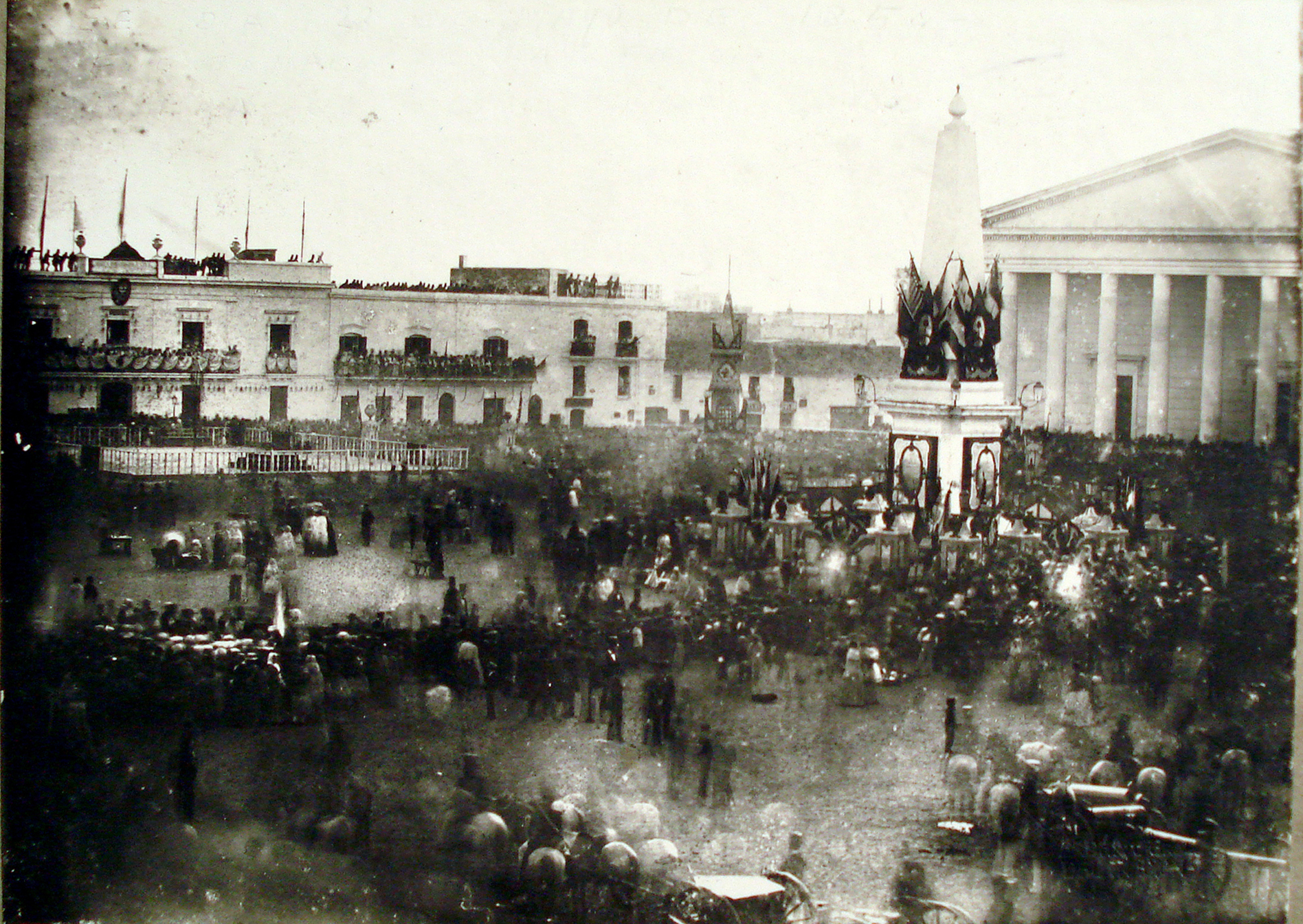
Jura da Constitución do Estado de Buenos Aires, em 1854.

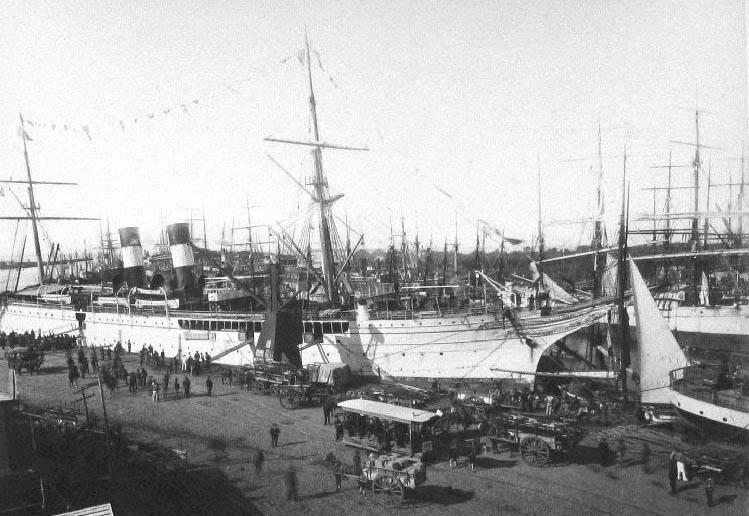
O porto de La Boca ao redor de 1880.

O governo que sucedeu ao vice-rei, a Primeira Junta, considerou que tinha todos os poderes daquele. O mesmo entenderam os governos que lhe sucederam (Junta Grande, Primeiro e Segundo Triunvirato, e Diretórios). A Primeira Junta pretendeu além de designar aos governadores - intendentes, enviar exércitos e recalcar os direitos da aduana. Isto fez que o resto do vice-reinado sentira que a revolução apenas havia substituído o poder central do vice-rei pelo de Buenos Aires, sem obter nenhuma vantagem.
Em 1815 se produziu a primeira rebeldia do interior contra o governo central ao ser designado Carlos María de Alvear como Diretor Supremo. Este foi deposto três meses depois, o que obrigou a insuflar um novo motivo de fervor pela Revolução. Assim surgiu a necessidade de declarar, no Congresso de Tucumán de 1816, o que já era um feito: a independência do vice-reinado com respeito à Espanha. Aquele Congresso se mudou logo para Buenos Aires, e elaborou a constituição de 1819, que não funcionou e foi rejeitada pelos federais. No ano seguinte as forças federais derrotaram ao Diretório e se criou a Província de Buenos Aires, sendo seu primeiro governador Manuel de Sarratea que firmou com os vencedores o Tratado de Pilar. Logo de um período de instabilidade Martín Rodríguez foi designado governador e seus ministros, entre os que se destacava Bernardino Rivadavia, iniciaram um período de ordem e reformas: se criou o Registro nacional, se fundou a Administração de Vacuna e o Arquivo Geral de Buenos Aires e se inaugurou a Bolsa Mercantil. No aspecto cultural se destacou a inauguração da Universidade de Buenos Aires e se criou a Sociedade de Ciências Físicas e Matemáticas.

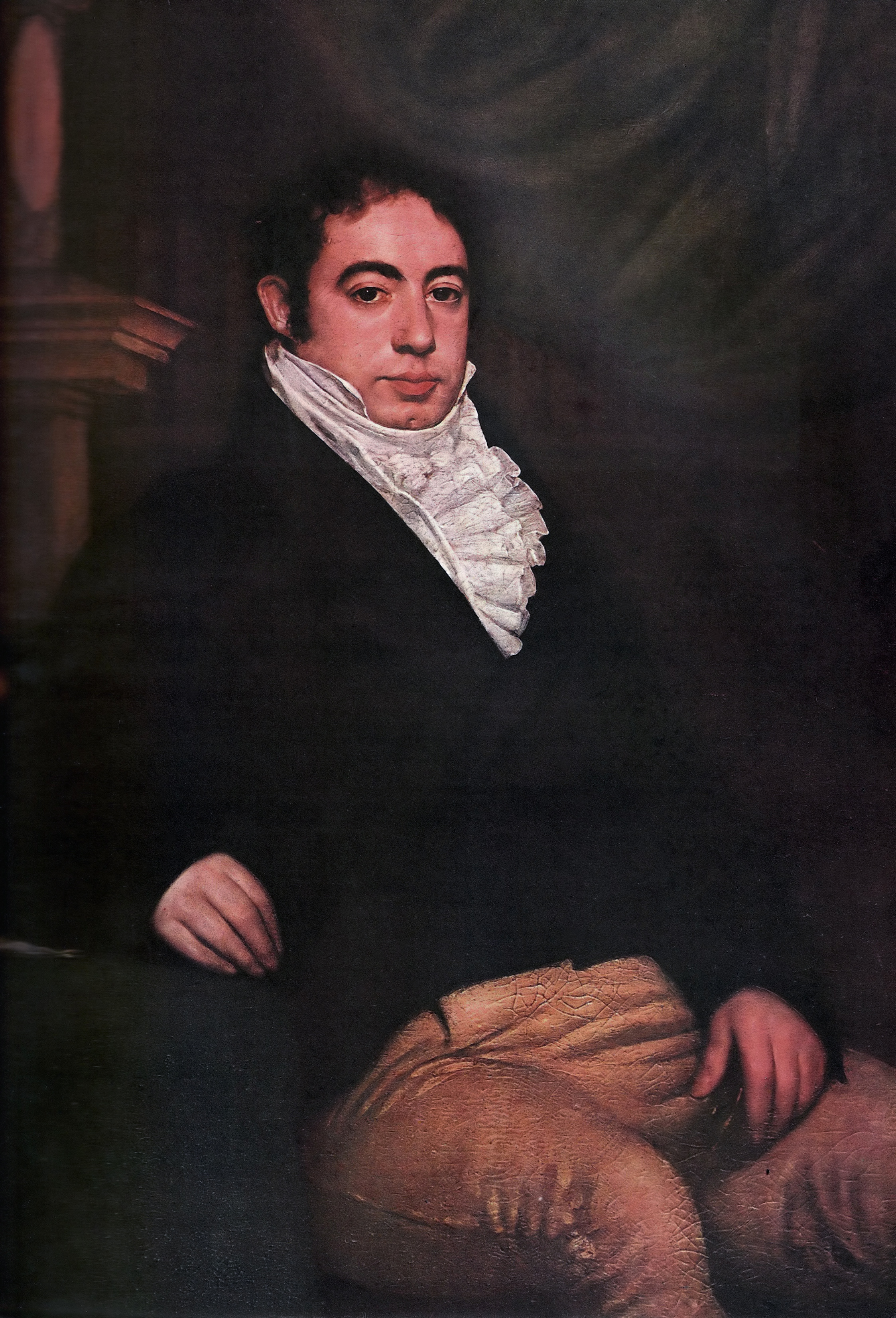
Bernardino Rivadavia.

A fins de 1824, se reuniu um congresso para redigir uma constituição nacional, mas aos poucos meses explodiu a Guerra do Brasil, o que obrigou a formar um exército urgentemente, e se pensou que também tinha que formar um Poder Executivo Nacional para unificar o mando militar. De modo que, sem começar sequer a discutir uma constituição que lhe dera marco legal ao cargo, em 6 de fevereiro de 1826 se sancionou a lei de presidência, criando um Poder Executivo Nacional Permanente, com o título de «Presidente das Províncias Unidas do Rio da Prata». Se nomeou a Rivadavia como o primeiro presidente em fevereiro de 1826, o que não foi bem recebido nas províncias. Os fazendeiros, alarmados pelas consequências que podia ter a capitalização, deixaram de apoiar a Rivadavia, e este ficou politicamente ilhado. Logo após 3 meses a constituição foi aprovada, mas todas as províncias a rechaçaram.
Porém tanto, em 1825, desembarcou na costa oriental a expedição libertadora de Juan Antonio Lavalleja e seus Trinta e Três Orientais e logo de por sítio a Montevidéu reuniram um congresso que declarou que a Banda Oriental se reincorporava à Argentina. O Congresso Nacional aceitou a reincorporarão, mas Rivadavia decidiu então livrar da guerra com Brasil já que um bloqueio naval imposto por aquele afetava o comércio, base da arrecadação de rendas do estado. Então, apesar da contundente Victoria sobre Brasil, se firmou um tratado desonroso que reconhecia a soberania do Império sobre a Banda Oriental e se comprometia a pagar-lhe ao inimigo uma indenização. Ainda que ante as críticas Rivadavia rechaçou o convênio igualmente sofreu o custo político do pacto, que se converteria em uma das razões de sua futura renúncia.
Durante o que se conheceu como a «época de Rivadavia» a ciência e a cultura prosperaram de maneira significativa no país. Seu impulso reformista deu a vida intelectual uma dinâmica desconhecida até então, criando um clima propício que frutificou em diversos campos através da obra pessoal de muitos indivíduos. Sua renúncia provocou o exílio da maior parte dos protagonistas comprometidos com o regime caído, o que empobreceria notoriamente a tarefa intelectual de tendência europeia, principalmente em Buenos Aires.
Rivadavia apresentou ao Congresso um projeto de capitalização de Buenos Aires, a cidade e grande parte da campanha circundante se proclamava capital do Estado. O federalismo portenho se opôs, em defesa das instituições das províncias garantidas pela lei fundamental, em especial o porto e a aduana, principal fonte de recursos da província. No obstante, a lei foi sancionada em 1826. O governador de a província de Buenos Aires, Las Heras, cessou em seu cargo por decreto do Poder Executivo. A Junta de Representantes foi dissolvida, e se nacionalizaram o exército da província, as terras públicas, a aduana e todas as propriedades provinciais. Rivadavia, além de ganhar a inimizade das províncias do interior graças à Constituição de 1826 e a todas as medidas centralistas que tomou; se encontrou com que a guerra com o Brasil havia esgotado os recursos. O regime presidencial concluiu ao renunciar Rivadavia e exilar-se na Inglaterra. O país regressou a sua anterior situação, é dizer, cada província se governava por suas próprias instituições, mas confiavam a Buenos Aires o manejo das Relações Exteriores.
De maneira que se abriu um período de questionamento aos supostos que até então haviam fundamentado as relações entre Buenos Aires e o resto do país. Em 1830 Juan Manuel de Rosas chegou ao poder depois de derrotar ao partido unitário. Depois de deixá-lo em 1832 voltou em 1835 encabeçando uma coalizão formada pela maior parte da elite federal e tradicionalista da cidade e derrotou ao exército unitário. Os rivadavianos e unitários se viram obrigados a emigrar.
O censo de 1836 realizado na cidade a pedido de Rosas indicava que havia 62.000 habitantes. Em 1852 já havia 85.000 em 350 casas edificadas.
Ao derrotar Urquiza a Rosas na batalha de Caseros, este último se exilou na Inglaterra, e assim em Buenos Aires o centro de poder político ficou em mãos de liberais e unitários. Vicente López y Planes foi designado governador provisório da província de Buenos Aires e por o Acordo de San Nicolás a aduana da cidade foi nacionalizada, y seus ingressos manejados por Urquiza, ao designá-lo Diretor da Nação.
Mas a Legislatura de Buenos Aires, graças à alegação de Bartolomé Mitre, rechaçou o acordo, o que provocou a renuncia do governador López. Urquiza pretendeu assumir a condução de Buenos Aires, mas os portenhos, após a revolução de setembro de 1852 retomaram o controle da cidade.
Desta maneira, se bem o Estado de Buenos Aires não se declarou livre, se apartou do resto das treze províncias que formaram a Confederação Argentina.
A partir de Caseros a cidade se abriu para a imigração. Milhares de europeus, especialmente da Itália e Espanha lhe alteraram a fisionomia da cidade e a sua idiossincrasia. Realizaram-se construções de todo tipo, incluindo a primeira ferrovia da Argentina, que unia a cidade com a vila de Flores, que naquele momento então estava na província. Os palácios e casas foram construídos ou ornamentados ao estilo italiano, substituindo ao "estilo colonial".

Partidos da Província de Buenos Aires antes da federalização da Cidade de Buenos Aires. Em vermelho, a cidade atual com seus bairros.

A fundação em 1854 da Municipalidade permitiu ordenar a cidade. Mas a falta de higiene era um grande problema e foi recente depois de a epidemia de febre amarela de 1871 que dizimou literalmente a população que se melhorou o problema de água corrente e se melhoraram as condições de vida da população, que em alguns lugares vivia lotada e em 1875 se criou o amplo espaço verde do Parque 3 de Fevereiro.
Durante o largo processo que levou a criação do Estado Nacional Argentino, Buenos Aires foi eleita lugar de residência do Governo Nacional, ainda que este carecia de autoridade administrativa sobre a cidade, que formava parte da província de Buenos Aires. A necessidade do governo nacional de federalizá-la, somada ao movimento de tropas ordenado pelo governador da província, Carlos Tejedor, produziu em 1880 uma série de enfrentamentos que terminariam com a derrota da província de Buenos Aires e a federalização da cidade. Posteriormente, a Província de Buenos Aires cedeu os partidos de Flores e Belgrano, os quais foram anexados ao território da Capital Federal. A alteração dele, a Província de Buenos Aires recebeu uma compensação econômica.
Em 1882 o Congresso Nacional criou as figuras do intendente e o Conselho Deliberante da Cidade. O intendente não era eleito por voto popular, senão que era designado pelo Presidente da Nação em conformidade com o Senado. O primeiro em exercer o novo cargo foi Torcuato de Alvear, designado em 1883 por Julio A. Roca. Em mudança o Conselho Deliberante se era votado pelos habitantes.
Além disso, a cidade se voltou cosmopolita, a diferencia do resto do país, e desenvolveu uma potencialidade financeira e cultural. A Nação fez todo o possível por engrandecer e embelezar a cidade que agora lhe pertencia. De 337.617 habitantes em 1880, a cidade passou a ter em 1895 649.000 dos que apenas 320.000 eram nativos.

## Até a atualidade

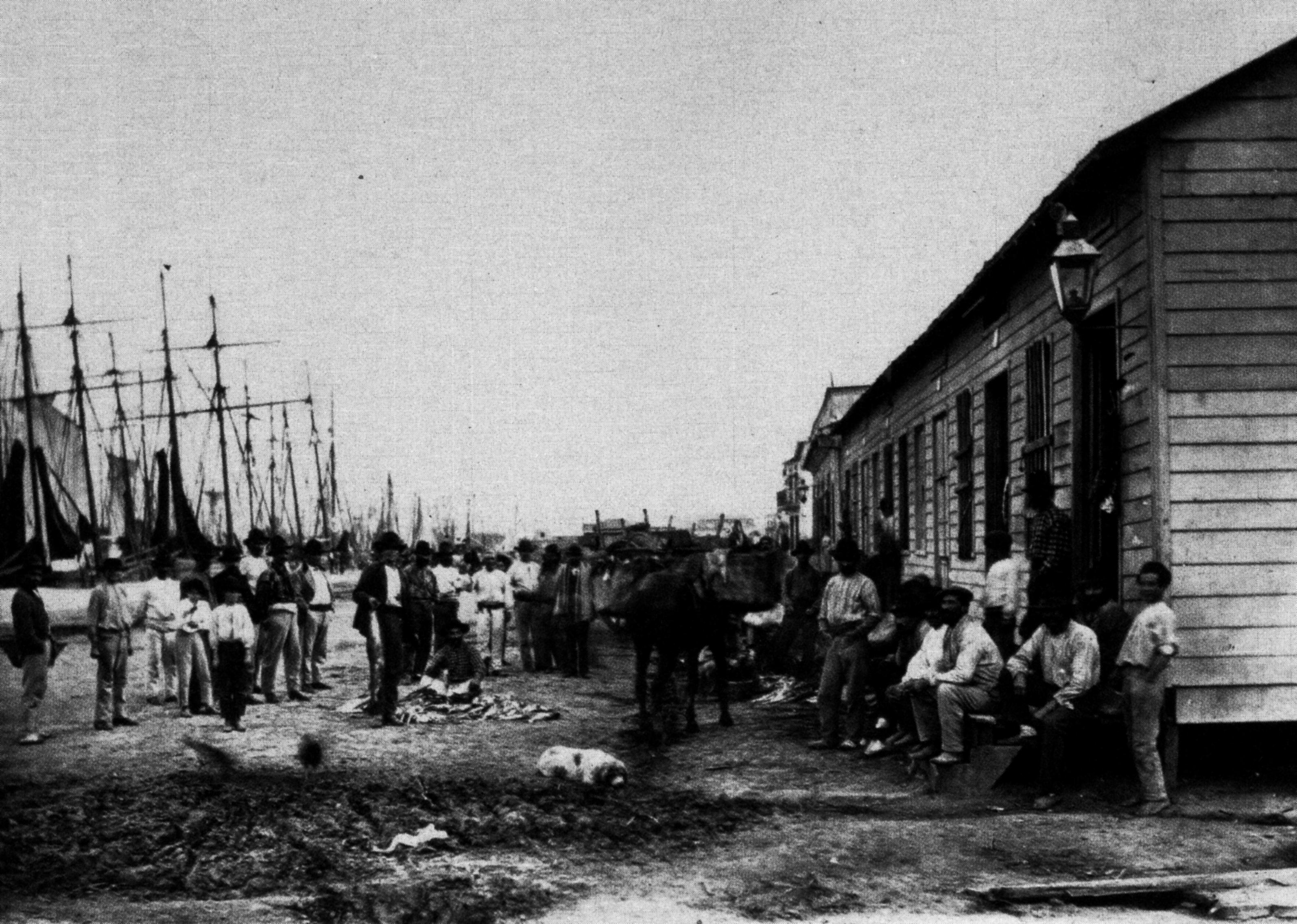
El porto principal esteve localizado durante séculos na margem do Riachuelo.

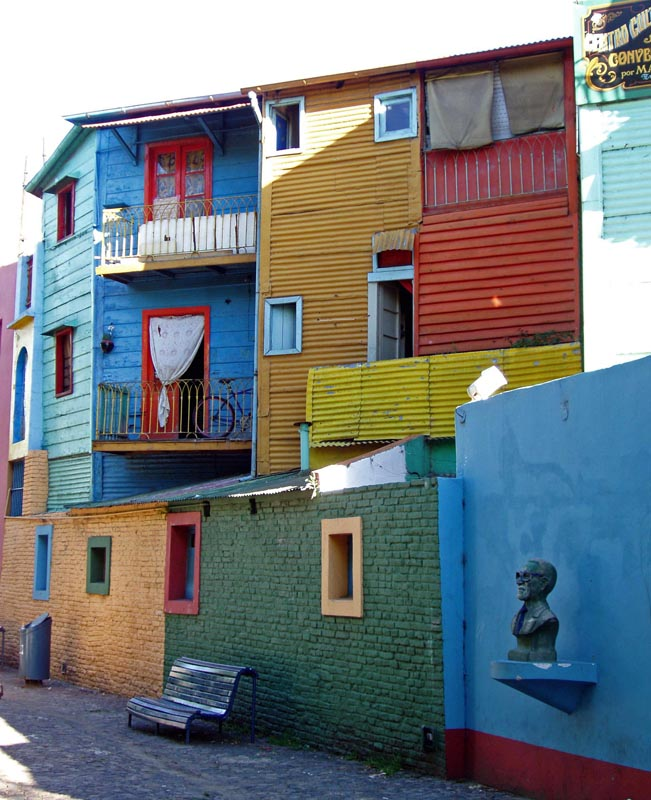
Conventillo localizado no bairro de La Boca.

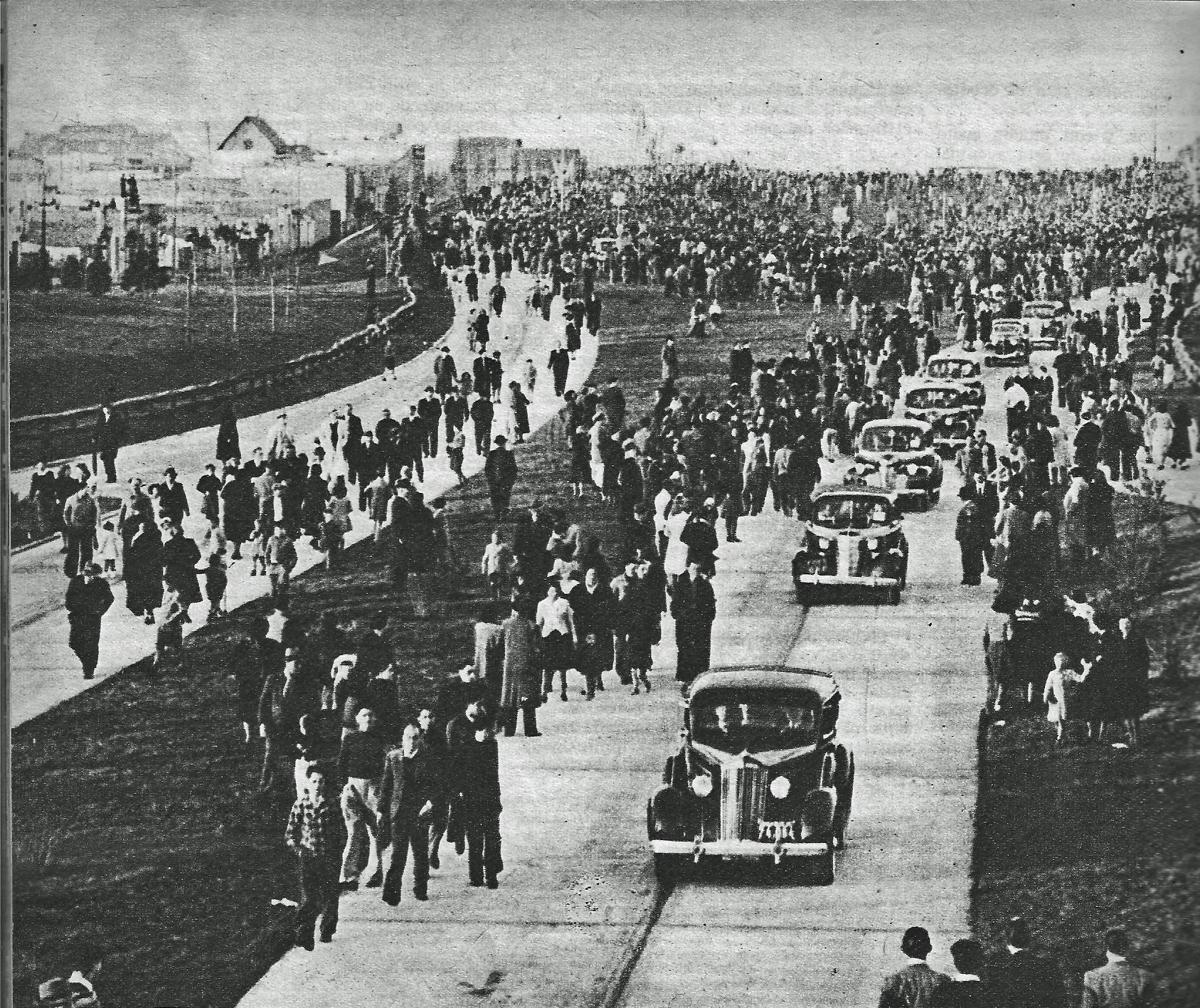
Ato de inauguração da Avenida General Paz (1941).

A rede completa de autopistas idealizada em 1976.

O aumento do tráfico comercial requeria a construção de um novo porto na cidade. Eduardo Madero havia apresentado vários projetos para sua construção em 1861 e 1869, mas foi em 1882 quando seu projeto foi aceito graças a seu tio Francisco Madero, vice-presidente da Nação durante la primeira presidência de Julio Argentino Roca. O porto foi inaugurado en 1854, mas a doca norte e o dique 4 foram inaugurados recente em 1857. Este porto teve muitas deficiências; pelo que em 1908 o Congresso da Nação estabeleceu a construção do Porto Novo, que foi inaugurado de forma provisória em 1919, composto por docas abertas e está localizado ao norte da Avenida Córdoba.
Há fins do século XIX e princípios do século XX a cidade sofreu uma transformação importante; a prosperidade econômica que atravessava o país somada as preparações para o I Centenário que se celebraria em 1910 permitiram que a infraestrutura urbana se desenvolvesse. Melhoraram-se os serviços públicos e em 1913 contou com o primeiro metropolitano de Ibero-América. No urbanístico foi modificado em estilos, edifícios altos e no traçado urbano. Discutiram-se e formularam planes para fazer da metrópole o símbolo de uma nação nova e progressista.
Desde 1895 a 1914 a cidade cresceu com uma das maiores taxas anuais do mundo e em 1914 era a décima segunda maior cidade do mundo com 1.575.000 habitantes e também cresceu cultural e comercialmente, tudo isto a raiz da chegada das grandes correntes imigratórias.
Isto também interpôs outros aspectos menos agradáveis. Era frequente a construção de conventillos, construções precárias que eram alquiladas aos recém chegados, que deviam conviver em uma situação de superlotação e falta de higiene. Também começaram a formar-se as primeiras vilas de emergência, que se bem se desenvolveram a partir da década de 1930, existiam desde fins do século XIX.
Durante finais do século XIX e princípios do século XX existiu um grande desenvolvimento do sistema elétrico. A primeira linha de elétrico foi inaugurada em 14 de julho de 1863. El desenvolvimento da rede continuou, para a década de 1920 a rede contava com 875 km de linhas, 3.000 veículos e 12.000 empregados. O sistema continuou funcionando até que um decreto de 1961 o suprime, sendo o último dia do serviço em 19 de fevereiro de 1963, quase 100 anos depois de sua aparição. No entanto, 18 anos depois, um grupo de entusiastas agrupados na Associação Amigos da Tranvía lograram reinstalar um serviço histórico para invocar aquele sistema, e criaram o "Tramway Histórico de Buenos Aires", que desde então funciona gratuitamente todos os fins de semana e feriados no bairro de Caballito.
Em 1941 se inaugura a Avenida General Paz, logo após 4 anos de começadas as obras. A Ponte da Noria que cruza o Riachuelo foi aberta para a circulação veicular três anos depois já que nessa época o Governo Nacional estava realizando a obra de retificação desse curso de água.
Em 1955 a cidade sofreu o bombardeio da Praça de Maio por um grupo de militares e civis opostos ao governo do presidente Juan Domingo Perón com a intenção de derrocá-lo. No feito morreram 308 pessoas e fez mais de 700 feridos.
Em 1976 (plena ditadura militar), com vistas a um parque automotor em constante expansão, foi idealizado o Plano de autopistas urbanas, firmemente executado pelo intendente Cacciatore, que contemplava uma rede de autopistas com pedágio. A construção começou em 1978, e as autopistas 25 de Maio e Perito Moreno foram finalmente inauguradas em 6 de dezembro de 1980. Uma importante quantidade de terrenos foram expropriados, em muitos casos de maneira forçada, e com profundo molestar e rechaço de grande parte dos vizinhos afetados. Muitos deles foram trasladados a bairros construídos por projetos estatais de moradia. Outras obras foram começadas e logo abandonadas, e ditos terrenos foram ocupados ilegalmente.
Em 17 de março de 1992 as 14:45 horas, um carro-bomba explodia contra o edifício da Embaixada de Israel causando 29 mortes. O atentado era o primeiro que sofria a Argentina, ainda que não tardaria em repetir-se. Em 18 de julho de 1994 as 9:53 se cometia o segundo atentado terrorista em Buenos Aires. Esta vez o branco foi a Associação Mutual Israelita Argentina (AMIA), instalada no país desde 1894, causando 85 mortos e mais de 300 feridos.
Após a Reforma da Constituição Argentina de 1994 a cidade pode contar com sua própria Constituição e com um governo autônomo de eleição direta. Nas primeiras eleições do Poder Executivo, efetuadas em 1996, resultou ganhadora a fórmula radical, convertendo a Fernando de la Rúa no primeiro Chefe de Governo.
Durante os anos seguintes a Cidade continuou com seu desenvolvimento cultural e de sua infraestrutura. Começaram as obras de ampliação da linhas de subterrâneos; para a vez que foram inaugurados e remodelados diferentes museus, teatros e centros culturais.
Em dezembro de 2001 a Cidade foi testemunha de alguns dos cacerolazos e marchas que pediam a renúncia do Ministro da Economia, Domingo Cavallo, e do Presidente da Nação, Fernando de la Rúa. A repressão policial ordenada pelo Governo Nacional causou vários mortos tanto nas proximidades da Casa Rosada como nas do Palácio do Congresso. O conflito finalizou com a renúncia do Presidente, e deu lugar à uma das piores crises institucionais que sofreu a República Argentina.
Em 2003 foi promulgada a União Civil, tanto para as casais homossexuais como para os heterossexuais, convertendo-se na primeira cidade na América Latina em oficializar ditas uniões.
Em 2004 a Cidade sofreu uma de suas maiores tragédias quando em 30 de dezembro se produziu um incêndio no local República Cromañón, que causou 193 mortos e 1432 feridos. Este feito produziu além de uma investigação para determinar a responsabilidade política do Chefe de Governo Aníbal Ibarra; após a qual, a Legislatura decidiu suspende-lo e logo destituí-lo, sendo substituído definitivamente pelo Vice-chefe de Governo Jorge Telerman em 7 de março de 2006.
Em 2007 voltaram a realizar-se eleições para eleger o Chefe de Governo, resultando ganhadora a fórmula Mauricio Macri-Gabriela Michetti o segundo turno, ao vencer o binômio Daniel Filmus-Carlos Heller com 60,96% dos votos; havendo triunfado na volta previa com 45,62%, com uma diferença de mais de 20% respeito de seus principais competidores. Desta forma Mauricio Macri se converteu no Chefe de Governo eleito, e assumiu seu cargo em 10 de dezembro de 2007.
Em 2010 na cidade se realizaram os atos centrais do Bicentenário da Argentina, durante os quais também se celebrou a reinauguração do Teatro Colón, logo após os trabalhos de restauração feitos a raiz de sua deterioração.

## Mudança da Capital
Ao ser Buenos Aires um polo onde se concentra a atividade política, econômica e cultural do país, o espírito do Projeto Patagônia é quita-lhe sua faculdade política e trasladá-la para Distrito Federal de Viedma - Carmen de Patagones.
Os que impulsam este projeto creem que descentralizar Buenos Aires dará uma oportunidade ao interior e nivelará o grave desequilíbrio territorial e de recursos que conta a Argentina.
Os primeiros projetos de trasladar a Capital Federal fora da Cidade de Buenos Aires datam de fins do século XIX. Em 1868 o Presidente Bartolomé Mitre vetou a Lei 252, que pretendia mudar a capital para a cidade de Rosário. Domingo Sarmiento também vetou duas leis que pretendiam mudá-la ao mesmo destino: a Lei 294 em 1869 e a 620 em 1873. Também vetou em 1870 a lei 462, que pretendia trasladá-la a Villa María.
Em 3 de maio de 1972, durante a presidência de fato do general Alejandro Agustín Lanusse se ditou o decreto-lei 19.610, o qual declara a necessidade de trasladar a Capital da Nação fora da Cidade de Buenos Aires.
Posteriormente, em 27 de maio de 1987, durante a presidência do Dr. Raúl Alfonsín o Congresso da Nação sancionou a lei 23.512 na que se declara como a nova Capital Federal aos núcleos urbanos erigidos e por erigir-se em um futuro na área das cidades de Viedma, Carmen de Patagones e Guardia Mitre (Distrito Federal de Viedma - Carmen de Patagones), junto com um amplio território de campos na zona do Valle Inferior do rio Negro, cedido pelas Legislaturas das províncias de Buenos Aires e Rio Negro. Este projeto, o qual é conhecido como Projeto Patagônia, tinha como objetivo no solo descentralizar a Cidade de Buenos Aires, senão também povoar e desenvolver a região patagônica. Para cumprir com o projeto, em 21 de julho de 1987, através do decreto 1156, se criou a Ente para a Construção da Nova Capital - Empresa do Estado (ENTECAP). Quando Carlos Saúl Menem assumiu a presidência, em 1989, decidiu dissolver a ENTECAP.
Com o projeto de traslado da capital se abriu um debate sobre a eventualidade de que a Cidade de Buenos Aires deveria retornar para a jurisdição da Província de Buenos Aires, o que se resolveu com o artigo 6º da lei 23.512, o qual estabelecia a provincianização da cidade uma vez que as autoridades federais estiveram radicadas em sua nova sede e que se deveria convocar a uma Convenção Constituinte para organizar suas instituições.
A Lei 23.512 ainda está vigente já que nunca foi derrogada pelo Congresso. Em 31 de julho de 2009 dos deputados nacionais pela província de Misiones, Lía Fabiola Bianco e Miguel Angel Iturrieta, apresentaram um projeto de resolução no Congresso argentino onde se solicita ao Poder Executivo da Nação que cumpra com o estabelecido na lei 23.512 e materialize o traslado da Capital Federal.